# Eric Kronberg
Eric Kronberg est un joueur américain de soccer né le 7 juin 1983 à Santa Rosa en Californie. Il évolue au poste de gardien de but.

## Biographie
Kronberg est repêché en 40e position par les Wizards de Kansas City lors du MLS SuperDraft 2006. Longtemps remplaçant, il ne dispute son premier match de MLS que le 23 octobre 2010.
À la suite de la retraite de Jimmy Nielsen et malgré l'arrivée d'Andy Gruenebaum, Kronberg s'impose comme gardien titulaire de Kansas City pour la saison 2014 de MLS.
Éloigné des terrains après s'être fracturé la main en juillet, Kronberg n'est pas conservé par Kansas City à l'issue de la saison. Au gré du repêchage intra-ligue, il rejoint l'Impact de Montréal pour la saison 2015.